# Sender Crystal Palace

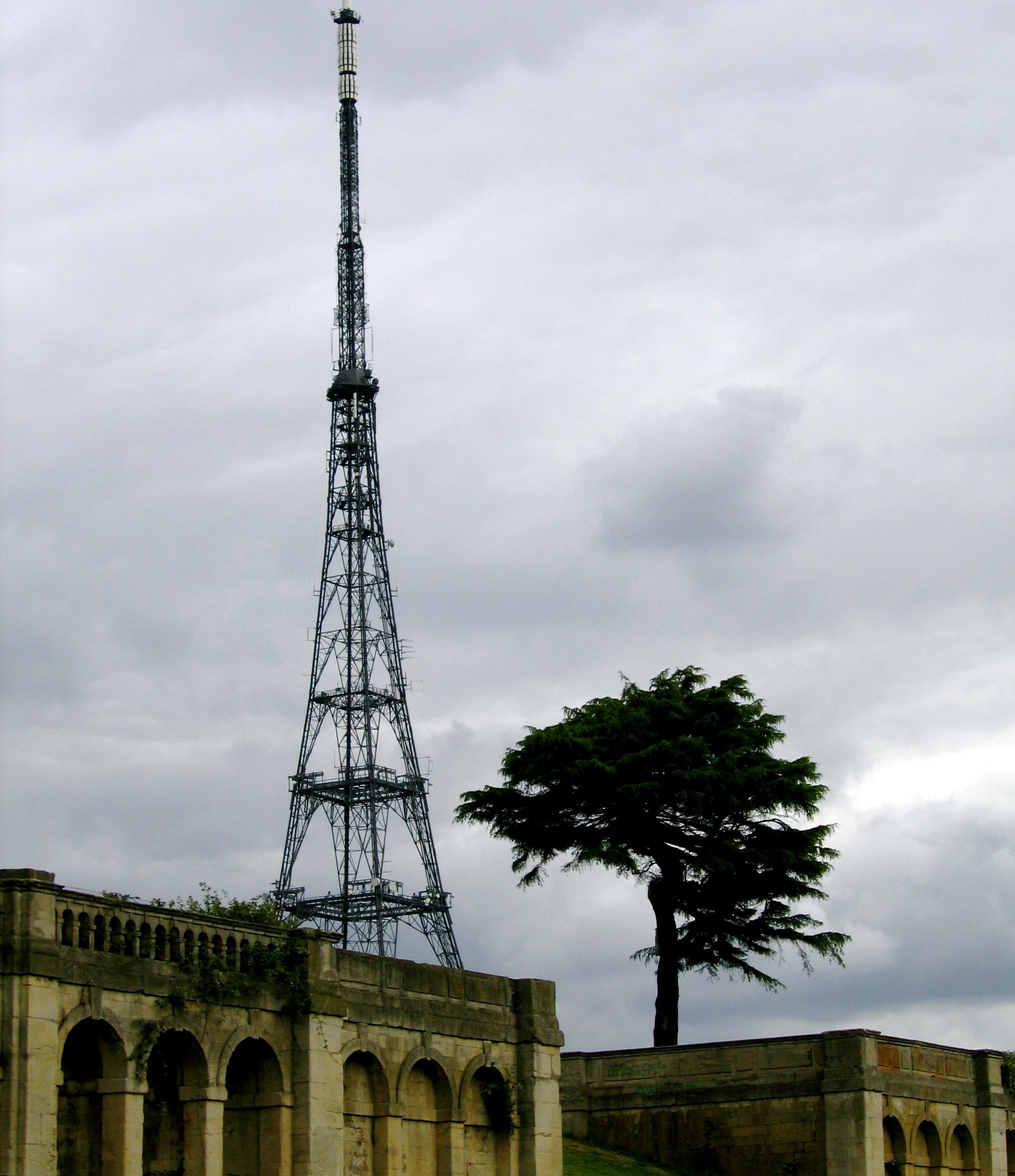
Sendeturm Crystal Palace

Der Sender Crystal Palace (Crystal Palace Tower) ist eine Sendeanlage der BBC im Londoner Stadtbezirk Bromley. Der gleichnamige Sendeturm ist mit einer Höhe von 219 Metern derzeit das fünfthöchste Bauwerk der Stadt. Von der Errichtung 1956 bis zur Fertigstellung von One Canada Square im neuen Wirtschaftsdistrikt Canary Wharf 1991 war der Sendeturm das höchste Bauwerk Londons.
Der Sendeturm Crystal Palace ist ein freistehender, geerdeter, für die Öffentlichkeit nicht zugänglicher Stahlfachwerkturm, der 1950 errichtet wurde und als Sendeturm für UKW, TV und Mittelwelle dient. Die Antennen für UKW und TV befinden sich auf der Spitze des Crystal Palace Towers, der auch den Spitznamen Londoner Eiffelturm trägt. Als Sendeantenne für Mittelwelle dient eine Langdrahtantenne, deren oberstes Ende am Turm und deren unterstes Ende am Boden verankert ist.